# Amurekimuri
«Amurekimuri» — український англомовний музичний колектив з міста Одеса, заснований 2006 року. Сайд-проєкт вокалістки гурту Flëur Олени Войнаровської. 

## Історія
Історія гурту «Amurekimuri» починається 2006 року, коли музиканти-однодумці на одній з дружніх зустрічей почали імпровізувати просто задля задоволення, не маючи на меті конкретного результату. Усі вони на той час уже грали у різних гуртах: Олена Войнаровська і Олексій Ткачевський у «Flëur», Олексій Довгальов у «The Клюквінs», Андрій Басов у гурті «Легендарные Пластилиновые Ноги», Павло Голубовський у «Elektroherd». На цих зустрічах був присутній артдиректор лейбла Cardiowave Дмитро Вєков, який одного разу наполіг, щоб музиканти придумали назву для свого колективу і на основі своїх експериментів підготували серйозну концертну програму.
Музика гурту поєднує романтичний інді-рок, дрім-поп, шугейз, етеріал, нью-вейв. Спочатку «Amurekimuri» планували відмовитися від текстів, але згодом почали використовувати як лірику тексти англійської поетичної класики епохи романтизму (Вільяма Блейка, Персі Біші Шеллі, Джона Кітса), Єна Кертіса, а також тексти самих учасників (Войнаровської і Довгальова).
Назва гурту за словами його засновників не має жодного конкретного значення і була вибрана лише за милозвучність.
Перший виступ проєкту відбувся 7 квітня 2006 року в Одесі у клубі «Выход». Згодом колектив виступав у Москві і Санкт-Петербурзі в рамках фестивалю «Інтерференція» та на інших заходах, організованих Cardiowave. Також група виконала кавер на пісню «Decades» Joy Division на концерті, присвяченому тридцятиріччю з дня смерті Йена Кертіса.
У квітні-серпні 2010 року гурт записав свій перший альбом. 19 серпня 2010 року відбулася презентація дебютного альбому Amurekimuri на Просто Раді.О, а 29 серпня — його презентація на концерті в одеському клубі «Шуzz».  Альбом потрапив у десятку найкращих записів 2010 року за версією журналу «FUZZ» і в Топ-50 англомовних альбомів 2010 року за версією британського Salford City Radio.

## Склад
- Олена Войнаровська — вокал, гітара
- Олексій Довгальов — вокал, бас-гітара
- Андрій Басов — гітара
- Олексій Ткачевський — ударні
- Павло Голубовський — гітари

## Дискографія
- 2006 — Демо:
  - The Smile
  - Love's Philosophy
  - Good Night
- 2008 — пісня «Мёртвое дерево» у збірці «Cardiowave. Интерференция»
- 2010 — Amurekimuri:
  - The Smile
  - April Rain
  - Love's Philosophy
  - Not You Not Me
  - I Don't Wanna Lose You
  - Kukawaka
  - On Leaving Some Friends At An Early Hour
  - In The Back Of My Mind
  - As Soon As
  - Knock Knock Knock
  - My Ghostly Happiness
  - Beautiful And Clean
  - Daisies
  - Dead Tree
  - Good Night
  - People And Dolphins

## Хронологія концертів
- 26 грудня 2010 — концерт в Одесі з гуртом «My Personal Murderer»
- 11 грудня 2010 — концерт у Москві з гуртом «ЛПН»
- 5 грудня 2010 — концерт у Києві з гуртом «ЛПН»
- 29 серпня 2010 — презентація альбому Amurekimuri в Одесі
- 18 травня 2010 — Decades — Трибьют Joy Division (концерт пам'яті Єна Кертіса в Одесі). Спільно з групами «Библиотека Просперо», «Inner Voice», «My Personal Murderer», «The Клюквинs» і Георгієм Матвіївим
- 24 серпня 2009 — фестиваль «Інтерференція» (Чорноморськ)
- 12 жовтня 2008 — фестиваль «Інтерференція» (Москва)
- 24 серпня 2008 — фестиваль «Інтерференція» (Одеса)
- 23 серпня 2008 — фестиваль «Інтерференція» (Одеса)
- 14 лютого 2008 — презентація лейблу Cardiowave у Москві (спільно з гуртами «Оля і Монстр», «МРФ», «ЛПН», «Белка и Стрелка»)
- 21 січня 2007 — концерт в Одесі з гуртом «ЛПН»
- 22 грудня 2006 — презентація збірки «Четверг… Полночь… Атмосфера» у Києві (спільно з О. Пулатовою і В. Міцовським, «Библиотека Просперо», «The Клюквінs», «Салават Юнайтед», «Аддарая»)
- 29 жовтня 2006 — презентація лейблу Cardiowave в Одесі (спільно з групами «The Клюквінs», «Салават Юлаев», «Тим Сокольский»)
- 7 квітня 2006 — концерт в Одесі з гуртами «МРФ» і «Библиотека Просперо»

### Офіційні
- Офіційний сайт [Архівовано 8 лютого 2011 у Wayback Machine.](англ.)(рос.)
- Офіційна сторінка [Архівовано 2 жовтня 2011 у Wayback Machine.] на myspace(англ.)
- Офіційна група [Архівовано 9 січня 2016 у Wayback Machine.] на facebook(рос.)
- Офіційна група [Архівовано 23 серпня 2010 у Wayback Machine.] на last.fm(англ.)
- Офіційна сторінка [Архівовано 2 жовтня 2011 у Wayback Machine.] на bandcamp.com (англ.)
- Офіційна сторінка [Архівовано 11 січня 2011 у Wayback Machine.] на kroogi.com (англ.)(рос.)
- Офіційна сторінка [Архівовано 2 жовтня 2011 у Wayback Machine.] на soundcloud.com (англ.)

### Преса
- Солистка Flёur Елена Войнаровская запела на английском(рос.)
- Музыкальное «шаманство» от Amurekimuri(рос.)
- Київський рок-клуб. Amurekimuri[недоступне посилання з червня 2019](укр.)
- Одесская группа Amurekimuri празднует 5-летие[недоступне посилання з червня 2019](рос.)
- Amurekimuri and Palms on Fire: Scottish Roots, Slavic Rationale[недоступне посилання з червня 2019](укр.)
- Рецензія на альбом Amurekimuri [Архівовано 26 червня 2011 у Wayback Machine.](нім.)